# Typhlotanais finmarchicus
Typhlotanais finmarchicus är en kräftdjursart som beskrevs av Georg Ossian Sars 1882. Typhlotanais finmarchicus ingår i släktet Typhlotanais och familjen Nototanaidae. Inga underarter finns listade i Catalogue of Life.